# Stanislas de Charnal
François Benoît Stanislas de Charnal, né le 28 mars 1830 à Gigny-sur-Suran et mort le 27 juillet 1880 à Grenoble, est un auteur dramatique et journaliste français.

## Biographie
Il dirige en 1854-1855 les théâtres de La Chaux-de-Fonds et de Lausanne où il fait représenter sa pièce Léopold Robert qu'il publie sous le nom de Charles d'Emptaz-Rey puis devient directeur-gérant, en 1856, de L'Album théâtral.
Journaliste dans diverses revues théâtrales, il rencontre Richard Wagner dans le but de traduire Rienzi (1859). En avril 1867, il est condamné à six mois de prison et 300 Fr d'amende pour sa Lettre à M.Truchard-Dumolin, rédacteur en chef du Réveil.
Administrateur-Gérant et rédacteur en chef de Gnafron : Journal de la révolution avec compte rendu de l'Association Internationale des Travailleurs (1870-1872), ses articles lui valent neuf mois de prison en quatre condamnations. Sa dernière condamnation (neuf mois de prison) le fait s'exiler à Genève.
Compagnon de l'actrice Anaïs Rey, il doit changer d’identité pour échapper aux poursuites de sa famille bien décidée à rompre cette liaison. En 1865, il fonde à Lyon le Journal de Gnafron, cousin de Guignol mais devant de nombreuses poursuites judiciaires, gagne la Suisse où il crée à Genève avec Warnery, le journal L’Avenir. Il rejoint ensuite Bruxelles où il travaille à La Cigale, journal satirique. 
À partir de 1872, il n'utilise plus sa particule. 
Ses pièces ont été représentées sur les plus grandes scènes parisiennes du XIXe siècle : Théâtre des Folies-Dramatiques, Théâtre Déjazet, etc.

## Œuvres
- Les Typographes parisiens, drame 5 actes mêlée de chants, avec Henri Auger de Beaulieu, musique de André-Marie Oray, 1859
- Puisque des rois épousaient des bergères, 3 actes, 1860
- A bas les hommes ! par une femme éclaboussée, Marpon, 1860
- A bas Rigolboche, sans portrait, ni vignette, avec Édouard Moreau de Beauvière, 1860
- Satire en vers sur Jérôme Bonaparte dans La Gazette d'Ausbourg, octobre 1860
- Correspondances avec Émile Augier et George Sand, 1863
- Le cousin du pays de Caux, comédie un acte, avec Moreau de Bauvière, 1864